# Vostotjnyj Bolsjoj Tjujskij Kanal
Vostotjnyj Bolsjoj Tjujskij Kanal (ryska: Vostochnyy Bol’shoy Chuyskiy Kanal, Восточный Большой Чуйский Канал) är en kanal i Kirgizistan.   Den ligger i oblastet Tjüj Oblusu, i den norra delen av landet.